# Vladimir Ryshkin
Vladimir Alekseyevich Ryzhkin (Moscou, 29 de dezembro de 1930 - 19 de maio de 2011) foi um futebolista soviético, campeão olímpico. 

## Carreira
Vladimir Ryshkin  fez parte do elenco medalha de ouro, nos Jogos Olímpicos de 1956.